# Élisabeth Haudry
Pour les articles homonymes, voir Haudry et Montullé.
Élisabeth-Françoise Haudry, née le 13 août 1727 à Paris, paroisse Saint-Eustache, et décédée dans cette même ville le 13 mars 1800 dans l'hôtel Jullienne situé dans le faubourg Saint-Marcel, est une salonnière française.

## Biographie
Fille du fermier général André Haudry — mais aussi petite-fille et nièce de marchands boulangers de Corbeil et du faubourg Saint-Antoine — Élisabeth Haudry épouse en mars 1750 Jean-Baptiste-François de Montullé dont elle a six enfants, tous nés au n° 11 de la rue du Cherche-Midi : 
- Jean-Charles-André (29 juin 1751), décédé jeune ;
- une fille née et morte le 11 mars 1753 ;
- Élisabeth-Floride (25 octobre 1754), qui épouse le 15 janvier 1774 le marquis Marie-Charles du Chilleau dont le cousin germain eut une fille, Agricole-Floride du Chilleau (19 février 1786, Paris - 20 janvier 1864, Angers) mariée le 5 février 1808 au comte Pierre Prosper de Terves[3] (1774 -1839) ;
- Émilie-Sophie (8 mai 1756), qui épouse le 16 janvier 1775 le marquis Henri Roland Lancelot Turpin de Crissé[4] ;
- Jean-Baptiste Hyacinthe (7 novembre 1757)[5], officier de cavalerie qui épouse à Paris, le 18 avril 1787, Marie-Louise-Julienne Glaize de Maisonseule.
- Charles (4 avril 1766) qui devient officier (capitaine au régiment de chasseurs à cheval en 1809 puis lieutenant-colonel le 26 juillet 1817 par ordonnance du roi du 2 avril 1817). Il décède le 17 février 1851 à Paris 2e[6],[7].

Femme d'esprit, elle protège les hommes de lettres et s'intéresse avec son époux aux sciences et aux arts. Jean-François Marmontel raconte avec enthousiasme un séjour de jeunesse dans la maison de campagne de ces parents modèles, les soins inculqués aux enfants, la « vie régulière et agréablement appliquée  qu'on menait, les talents cultivés dans ce milieu intelligent et ordonné… » et termine par ce petit trait : « Mme de Montullé avait dans l'esprit et dans le caractère ce grain d'honnête coquetterie qui, mêlé avec la décence, donne aux agréments d'une femme plus de vivacité, de brillant et d'attrait. Elle m'appelait philosophe, bien persuadée que je ne l'étais guère; et se jouer de ma philosophie était l'un de ses passe-temps… »
Le musée Condé possède à Chantilly deux dessins de Carmontelle la représentant ; l'un d'eux la représente avec sa sœur, l'autre est intitulé « Vers 1760, Elisabeth Oudry et ses enfants de Monthulé », orthographe parfois donnée à l'époque.
Après avoir mené une vie très privilégiée, tenant un salon brillant dans son grand hôtel parisien du no 13 rue du Cherche-Midi rempli d'objets d'art et de livres, au château de Sainte-Assise, puis au château de La Briche à Épinay-sur-Seine, elle se réfugie chez une amie lorsque son mari vendit subitement en détail toutes ses collections sous les initiales « M.T. » à l'hôtel Bullion, fin décembre 1783. Il alla habiter avec le ménage Turpin de Crissé aux Gobelins où la manufacture familiale de teinture et de draps fins héritée en 1766 se trouvait alors en grande difficulté, mais il mourut ruiné dans une chambre du Palais-Royal le 26 août 1787.
En 1793, une pétition demandant la relâche de la « citoyenne Audry veuve Montullé », arrêtée sous prétexte qu'elle était riche, prouve qu'elle avait décidé de ne pas suivre l'exemple de son frère, l'ex-fermier général Pierre-André Haudry de Soucy dont la faillite avait aussi fait grand bruit en janvier 1781. À la tête de l'importante manufacture qui donnait du travail pendant la Révolution à une cinquantaine d'ouvriers et à de nombreux pauvres de l'Hôpital général, elle y fut assignée à résidence par le comité révolutionnaire qui, plus tard, après avoir inspecté sa maison, renouvelait sa décision de ne plus l'emprisonner « à cause de l'indispensable nécessité de sa présence à sa manufacture où l'on travaille sans discontinuer pour le service des armées de la République ».
Les privilèges expirés en 1787, les dettes de son époux — qui avait prêté 400 000 livres à son beau-frère — un fils cadet joueur, la restitution de parts d'héritage dont celle du marquis d'Albertas (autre beau-frère) et beaucoup d'autres aléas ont dû lui rendre une existence bien différente jusqu'en 1800, année de sa mort dans l'hôtel du no 3 rue des Gobelins, dernier vestige d'une splendeur passée que les créanciers de son fils saisirent quatre années plus tard. Le baron de Frénilly la mentionne dans ses Mémoires : « Cette Mme de Montullé, célèbre et célébrée dans le siècle dernier pour son esprit, sa richesse, ses grâces, et dont le portefeuille regorgeait d'hommages académiques. Quand j'ai vu cette Aurore et cette Diane, elle n'était plus qu'une mortelle chétive et ratatinée qui n'avait sauvé de sa divinité qu'un ton exquis et un grand usage du monde ».
Un de ses petits-fils, Lancelot Théodore Turpin de Crissé (1782-1859), grâce à ses seuls talents de peintre, devint avec la protection de Choiseul-Gouffier, chambellan de l'impératrice Joséphine et fut membre de l'Académie royale de peinture et de sculpture.